# Ренате Гечль
Ренате Гечль  (нім. Renate Götschl; нар. 6 серпня 1975) — австрійська гірськолижниця, олімпійська медалістка.

## Виступи на Олімпіадах
| Олімпіада           | Дисципліна              | Місце  |
| ------------------- | ----------------------- | ------ |
| Ліллехаммер 1994    | швидкісний спуск        | участь |
| Нагано 1998         | швидкісний спуск        | участь |
| Нагано 1998         | супергігантський слалом | 5      |
| Нагано 1998         | гірськолижна комбінація | участь |
| Солт-Лейк-Сіті 2002 | швидкісний спуск        | 3      |
| Солт-Лейк-Сіті 2002 | супергігантський слалом | 8      |
| Солт-Лейк-Сіті 2002 | слалом                  | участь |
| Солт-Лейк-Сіті 2002 | гірськолижна комбінація | 2      |
| Турин 2006          | швидкісний спуск        | 4      |
| Турин 2006          | супергігантський слалом | 26     |